# Minjo Kong Simi
A Minjo Kong Simi (hangul: 미녀 공심이, RR: Minyeo Gong Simi), angol címén Beautiful Gong Shim, alternatív angol címein Pretty Ugly vagy Beast’s Beauty, 2016-ban bemutatott dél-koreai televíziós sorozat, melyet az SBS csatorna tűzött műsorra. A főszerepben Namgung Min, Pang Mina (Bang Min-a), 
Szo Hjorim (Seo Hyo-rim) és On Dzsuvan (On Ju-wan) (온주완) látható.

## Történet
Kong Sim (Gong Sim) egész életét gyönyörű és sikeres ügyvéd nővére, Mi árnyékában tölti. Csúnyának tartják, esetlennek és furának, aki csengővel jár-kel, hogy az emberek félreálljanak az útjából és egy előnytelen parókát visel, mert a sok sztressz miatt hullik a haja. A fura öltözékű, ódivatú lány véletlenül botlik bele An Danthébe (Ahn Dan-tae-be), a habókos ügyvédbe, aki ingyen képviseli a rászorulókat, és sofőrként dolgozik éjjel, hogy meg tudjon élni. A férfi kiveszi Sim tetőtéri kis félszobás lakását. A lány azért költözött ide, hogy távol legyen a családjától – akik kizárólag a nővérét ajnározzák és soha egy jó szavuk sincs a másik lányukhoz – most azonban szüksége van a pénzre, hogy megvalósítsa az álmát és festészetet tanuljon Olaszországban.
Danthe (Dan-tae) azonban felborítja Sim gondosan megtervezett életét, állandóan cukkolja és jókat mulat az esetlenségein. Sim és Danthe (Dan-tae) szinte egyszerre barátkoznak össze Szok Csunszu (Seok Jun-su)val, a Star Group örökösével, aki vidám és jólelkű fiatalember, ám maga is családi problémákkal küzd. Apja az elnöknő férjének félrelépéséből született, és mivel az igazi unokáját, Csunphjót (Joon-pyót) elrabolták Csunszu (Junsu) első születésnapján, az elnöknő nem szíveli a fiút. Danthe (Dan-tae) azonban hamar belopja magát a szívébe, amikor sofőrködik neki, az elnöknő pedig megbízza a feladattal, hogy segítsen neki megtalálni Csunphjót (Joon-pyót). Danthe (Dan-tae) rémálmokkal küzd, folyton egy síró kisfiút lát álmában, de nem tud rájönni, ki lehet az és miért sír.
Simet felveszik a Star grouphoz, hogy Csunszu (Junsu) apjának titkárnője legyen, kizárólag azért, mert ő volt a jelentkezők között a legcsúnyább – a feleség így akarja megakadályozni, hogy a férje ismét megcsalja a titkárnővel. Sim elkezd vonzódni Csunszu (Junsu)hoz, ugyanakkor Danthe (Dan-tae) is megmozgat benne valamit, annak ellenére, hogy folyton veszekszenek és egymás haját tépik. Nővére, Mi is kiszemeli magának Csunszu (Junsu)t, mert gazdag férjet szeretne. Mindent meg is tesz, hogy megszerezze, hazudni és a húgán átgázolni is képes érte. Danthe (Dan-tae) eleinte egyszerűen mulatságosnak tartja figyelni a csetlő-botló, de szívét és eszét helyén kezelő, fura lányt, később azonban érzései komolyra fordulnak és egyre féltékenyebbé teszi, hogy Sim a másik férfi közeledését fogadja el.

## Szereplők
- Namgung Min (남궁민): An Danthe (Ahn Dan-tae) / Szok Csunphjo (Seok Joon-pyo)
- Pang Mina (Bang Min-a) (방민아): Kong Sim (Gong Sim)
- Szo Hjorim (Seo Hyo-rim) (서효림): Kong Mi (Gong Mi)
- On Dzsuvan (On Ju-wan) (온주완): Szok Csunszu (Seok Jun-su)
- O Hjongjong (Oh Hyeon-gyeong) (오현경): Kong Sim (Gong Sim) anyja
- U Hjon (U Hyeon) (우현): Kong Sim (Gong Sim) apja
- Kim Iru (Kim Il-u) (김일우): Szok Csunszu (Seok Jun-su) apja
- Kjon Miri (Gyeon Mi-ri) (견미리): Szok Csunszu (Seok Jun-su) anyja
- Csong Hjeszon (Jeong Hye-seon) (정혜선): Szok Csunphjo (Seok Joon-pyo) anyai nagyanyja, a Star Group elnöke